# Sporting Challenger
Sporting Challenger — международный мужской профессиональный теннисный турнир, проводящийся с 2002 года в мае-июле на грунтовых кортах теннисного клуба «Circolo della Stampa – Sporting» в Турине (Италия). Турнир относится к разряду Tretorn SERIE+, наиболее престижных турниров Мирового тура ATP Challenger. Призовой фонд в 2010 году составлял 85 тысяч евро плюс оплату за проживание при турнирной сетке, рассчитанной на 32 участника в одиночном разряде и 16 пар. Победитель получал 110 рейтинговых очков и 12,5 тысяч евро (победители в парном разряде получали 5,250 евро).

## Победители и финалисты
Самым титулованным участником турнира является аргентинец Карлос Берлок, три раза побеждавший в одиночном разряде и дважды в парах (оба раза с Фредерику Жилом из Португалии). Помимо Жила, ещё один теннисист, Потито Стараче, является двукратным победителем турнира, выиграв его по одному разу в одиночном и парном разряде. В общей сложности хозяева корта выиграли турнир в одиночном разряде четыре раза, в том числе трижды подряд в 2008—2010 годах. В парном турнире дважды первенствовали чисто итальянские пары.
Из представителей бывших советских республик в финале турнира в одиночном разряде играл только выступавший за Узбекистан Вадим Куценко. Куценко, а также россияне Денис Голованов и Дмитрий Турсунов и белорус Владимир Игнатик, играли в финале парного турнира, но ни одному из них не удалось его выиграть.

### Одиночный разряд
| Год  | Победитель        | Финалист            | Счёт в финале |
| ---- | ----------------- | ------------------- | ------------- |
| 2011 | Карлос Берлок (3) | Альберт Рамос       | 6-4, 6-3      |
| 2010 | Симоне Болелли    | Потито Стараче      | 7-67, 6-2     |
| 2009 | Потито Стараче    | Максимо Гонсалес    | 7-64, 6-3     |
| 2008 | Фабио Фоньини     | Диего Хункейра      | 6-3, 6-1      |
| 2007 | Карлос Берлок (2) | Борис Пашанский     | 6-4, 6-2      |
| 2006 | Флавио Чиполла    | Марсель Гранольерс  | 6-3, 6-3      |
| 2005 | Карлос Берлок     | Алессио ди Мауро    | 7-5, 6-1      |
| 2004 | Алекс Калатрава   | Эрмес Гамональ      | 5-7, 6-3, 6-2 |
| 2003 | Оскар Серрано     | Хоан Альберт Вилока | 6-2, 6-2      |
| 2002 | Мартин Веркерк    | Вадим Куценко       | 4-6, 6-4, 6-3 |

### Парный разряд
| Год  | Победители                                      | Финалисты                         | Счёт в финале   |
| ---- | ----------------------------------------------- | --------------------------------- | --------------- |
| 2011 | Филипп Освальд Мартин Фишер                     | Владимир Игнатик Мартин Клижан    | 6-3, 6-4        |
| 2010 | Карлос Берлок (2) Фредерику Жил (2)             | Даниэле Браччали Потито Стараче   | 6-3, 7-65       |
| 2009 | Даниэле Браччали Потито Стараче                 | Пере Риба Сантьяго Хиральдо       | 6-3, 6-4        |
| 2008 | Карлос Берлок Фредерику Жил                     | Ярослав Левинский Томаш Цибулец   | 6-4, 6-3        |
| 2007 | Пабло Куэвас Орасио Себальос                    | Пабло Андухар Флавиу Саретта      | 6-3, 6-1        |
| 2006 | Марсель Гранольерс Марк Лопес                   | Леонардо Адзаро Флавио Чиполла    | 6-4, 6-3        |
| 2005 | Серхио Ройтман Франку Феррейру                  | Франческо Альди Алессио ди Мауро  | 6-77, 7-5, 7-62 |
| 2004 | Леонардо Адзаро Джорджо Галимберти              | Эрмес Гамональ Адриан Гарсия      | 6-1, 6-3        |
| 2003 | Эмилио Бенфеле-Альварес Габриэль Трухильо-Солер | Джек Брейсингтон Дмитрий Турсунов | 6-4, 6-2        |
| 2002 | Виктор Ханеску Оскар Эрнандес                   | Денис Голованов Вадим Куценко     | 6-4, 6-3        |